# Teatro de Dioniso
El Teatro de Dioniso  en griego: Θέατρο του Διονύσου) fue el mayor teatro de la antigua Grecia, situado en la parte oriental de la vertiente sur de la Acrópolis de Atenas y formando parte del témenos de Dioniso. El teatro es considerado como el  más antiguo del mundo. Dedicado, como indica su nombre, a Dioniso, dios de las viñas y del teatro, inicialmente se rezaba en su honor alrededor del altar del templo y los espectadores se sentaban a los lados. Después, esos rituales, fue la cuna de la tragedia y la comedia griegas, y acogió las primeras representaciones de obras de algunos de los dramaturgos griegos más famosos, como Esquilo, Sófocles, Eurípides y Aristófanes.
El graderío o koilon tenía 78 gradas, divididas en dos niveles por un pasillo circular. En la parte central y última de las primeras gradas había 67 asientos que fueron realizados, posteriormente, en mármol decorado y estaban reservados para dignatarios.
Sus medidas son 117,9 m de alto y  96,09 m de ancho. Alrededor del año 407 a. C. la costumbre era que después de la representación se hiciera una drama satírico. La duración de las representaciones se alargaba hasta unas seis horas y la entrada era cara.

## Historia

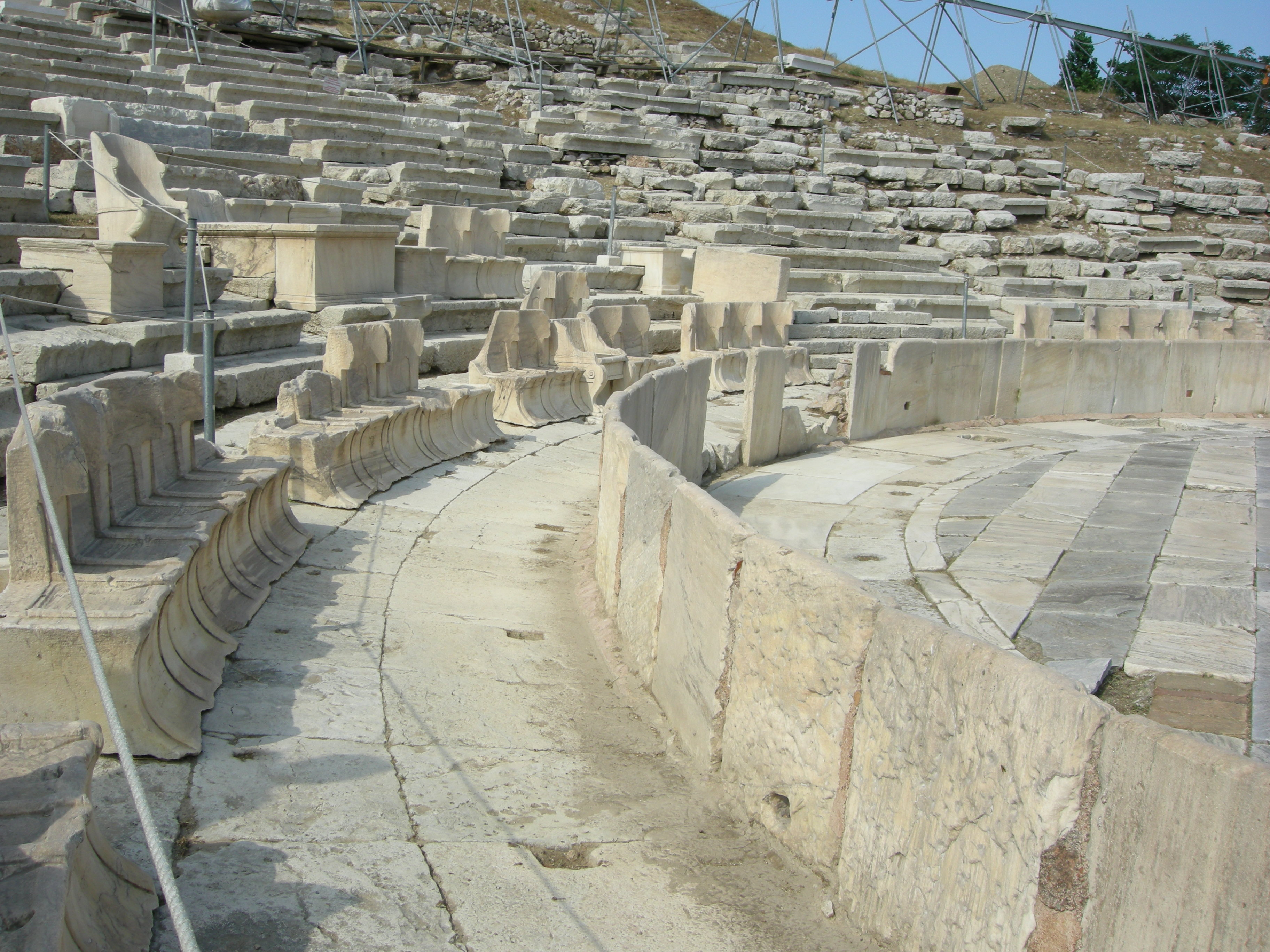
Sillas de mármol en el Teatro de Dioniso

Se construyó originalmente en la época arcaica, en el siglo VI} a. C., y se considera el primer teatro del mundo. Antes de su construcción, las representaciones se celebraban posiblemente en el Ágora.
La primera gradería de la orchestra se construyó en el lugar hacia mediados o finales del siglo VI a. C., donde se celebraban las Dionisias. El teatro alcanzó su máximo esplendor en el siglo IV a. C. bajo los epístatas de Licurgo, cuando habría llegado a tener una capacidad de hasta 25 000 espectadores,
Los actores se situaban sobre una plataforma, había una zona interior donde ensayaban y los espectadores se colocaban en la ladera del cerro, lugar acostumbrado para las fiestas. A finales del siglo V a. C. se sustituyeron las primitivas plataformas de madera por gradas de piedra.
Alrededor de 330 a. C., siendo arconte Licurgo, el Santuario y el Teatro de Dionisio ya estaban completamente configurados. A ese periodo pertenecen, probablemente, el Antiguo Templo de Dionisio, con el altar al este, y la llamada Estoa Dórica, en la parte norte del santuario. Al mismo tiempo, el teatro adquirió sus dimensiones y forma monumentales. Se construyó enteramente de piedra y se extendió hasta los pies de la roca de la Acrópolis, incluyendo Peripatos, el camino que rodeaba la colina. Alrededor de 320 a. C. se añadieron los monumentos corégicos de Trasilo, al norte del teatro de Dionisio, y de Nicias al oeste de la cávea del teatro.
Se mantuvo en uso hasta la época romana. En la época bizantina, el teatro entró en decadencia y no fue identificado, excavado  Fue restaurado en su estado actual hasta el XIX.
El graderío o koilon tenía 78 gradas, divididas en dos niveles por un pasillo circular. En la parte central y última de las primeras gradas había 67 asientos que fueron realizados, posteriormente, en mármol decorado y estaban reservados para dignatarios.

## Santuario y primer teatro

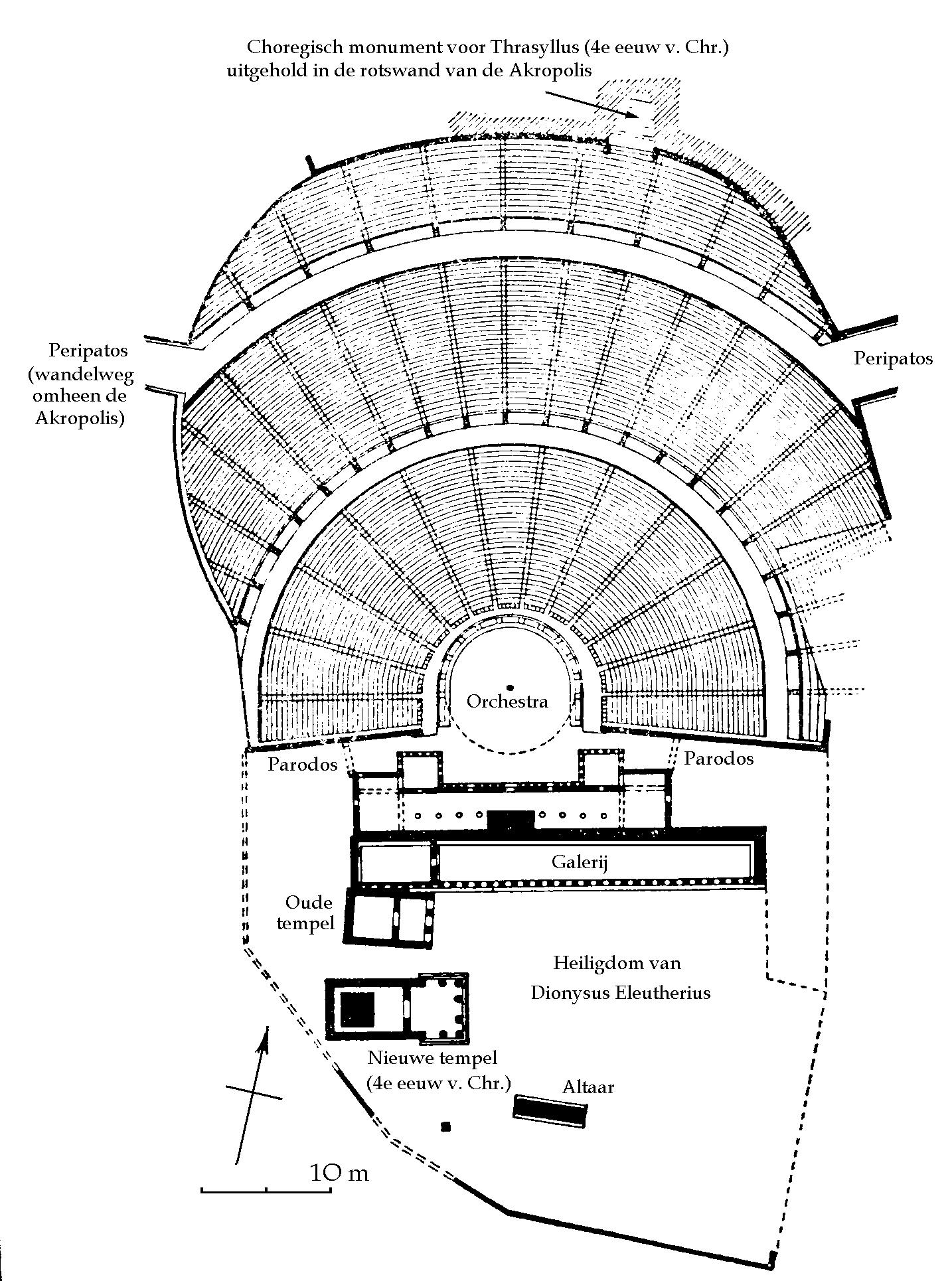
Mapa del teatro tal y como era a finales del De W. Dörpfeld, E. Reisch, Das griechische Theater, Atenas, 1896.

El culto a Dioniso se introdujo en Ática en la época arcaica, y la representación más antigua del dios data del año 580 a. C. Las Dionisias comenzaron en algún momento durante la tiranía de los Pisistrátidas, y se reorganizó durante las reformas de Clístenes de la década de 520 a. C. Sin embargo, W. R. Connor, argumenta que las Dionisias se crearon durante la reforma clisténica Las primeras representaciones dramáticas tuvieron lugar probablemente en el Ágora, donde consta que las gradas de madera instaladas para las obras (ikria) se derrumbaron. Esta catástrofe quizá provocó el traslado de la producción dramática al santuario de Dioniso en la Acrópolis, que tuvo lugar en la época de la 70ª Olimpiada en 499/496 a. C. En el témenos las primeras estructuras fueron el templo antiguo, que albergaba el xoanon de Dioniso, un muro de contención al norte  y un poco más arriba de la colina una terraza circular  que habría sido la primera orquesta del teatro. Las excavaciones de Wilhelm Dörpfeld identificaron los cimientos de esta terraza como una sección de mampostería poligonal, lo que indica una fecha arcaica. Es probable que hubiera un altar, o thymele, en el centro de la orchestra. En este punto no existían asientos de piedra construidos formalmente; sólo la ikria y el anfiteatro natural de la colina servían de theatron. Recientes excavaciones han revelado agujeros de poste para las ikria.
Además de las pruebas arqueológicas, están los testimonios literarios de las obras contemporáneas, de los que se desprenden pistas sobre la construcción y escenografía del teatro. Para esta primera fase del teatro está la obra de Esquilo, que floreció en los años 480-460 a. C. La acción dramática de las obras apunta a la presencia de una skené o escenografía de fondo de alguna descripción, cuya prueba más contundente es la de la Orestiada que requiere varias entradas y salidas desde una puerta de palacio. No está claro si se trataba de una estructura de madera temporal o permanente, o simplemente de una tienda de campaña, ya que no existen pruebas físicas de la existencia de un edificio "skené" hasta la fase pericleana. Sin embargo, la hipótesis de una skené no se contradice con la arqueología conocida del lugar. La Orestiada también hace referencia a un tejado desde el que se asoma un vigilante, una escalinata hacia el palacio y un altar. A veces se argumenta que se utilizó un ekkyklema, un carro con ruedas, para la revelación de los cuerpos por Clitemnestra en la línea 1372 de Agamenón, entre otros pasajes.  De ser así, se trataría de una innovación escénica de Esquilo. Sin embargo, Oliver Taplin cuestiona el uso aparentemente incoherente del dispositivo para los pasajes dramáticos que se le atribuyen, y duda de que el mecanismo existiera en vida de Esquilo.

## Teatro pericleano

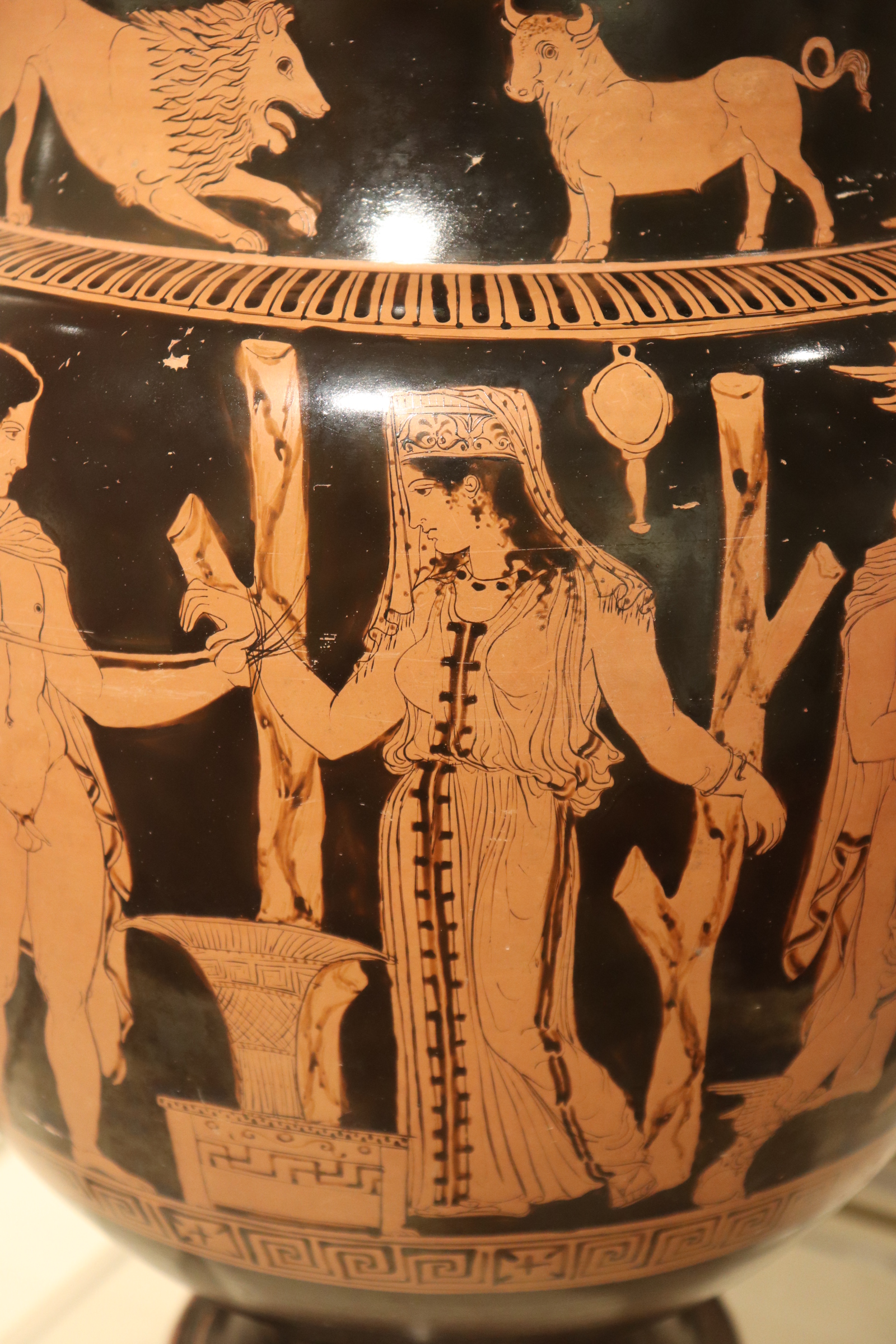
Crátera de volutas de Apulia, dell Pintor de Sísifo, c. 400 a. C.Posiblemente relacionada con la obra perdida de Eurípides Andrómeda, y es sugerente del tipo de atrezzo escénico que podría haberse utilizado.

Los cambios sustanciales realizados en el teatro a finales del siglo V a. C. se denominan convencionalmente pericleanos, ya que coinciden con la finalización del Odeón de Pericles inmediatamente adyacente y con el programa de construcción pericleano más amplio. Sin embargo, no hay pruebas sólidas para afirmar que la reconstrucción del teatro fuera del mismo grupo que las otras obras o de la época de Pericles. El nuevo plano del teatro consistía en un ligero desplazamiento de la zona de representaciones hacia el norte, una ampliación del auditorio, la adición de muros de contención al oeste, este y norte, un largo vestíbulo al sur de la skené y colindante con el Templo Viejo y un Templo Nuevo que, según se dice, contenía una escultura criselefantina de Dioniso realizada por Alcámenes. Es probable que en esta fase los asientos siguieran siendo "ikria", pero también es posible que se instalaran asientos de piedra. Los bloques con inscripciones, desplazados pero conservados en los muros de contención, con epigrafía del siglo V a. C. podrían indicar asientos de piedra dedicados o numerados.  El uso de brecha en los cimientos del muro oeste y la sala larga da un terminus ante quem de principios del siglo V a. C., y una fecha probable de la última mitad de ese siglo, cuando su uso se estaba generalizando. Asimismo, la última estatua de Alcámenes de la que se tiene constancia data del año 404 a. C., lo que sitúa de nuevo las obras a finales del siglo V a. C. Arthur Wallace Pickard-Cambridge sostiene que la reconstrucción fue fragmentaria a lo largo de la última mitad del siglo hasta la época de Cleofonte.
A partir de la evidencia de las obras hay un corpus más amplio al que recurrir durante este periodo tan vital del drama griego. Sófocles, Aristófanes y Eurípides se representaron en el Teatro de Dioniso. De ello se deduce que, para satisfacer las exigencias de las representaciones, se utilizaban decorados de almacén, de modo que la reconstrucción pericleana incluía agujeros para postes construidos en el muro de la terraza con el fin de proporcionar zócalos para decorados móviles. La reconstrucción pericleana incluía agujeros para postes construidos en la pared de la terraza para proporcionar soportes para la escenografía móvil. La skené en sí probablemente no se modificó con respecto a la fase anterior del teatro, con una estructura de madera de dos pisos como máximo y un tejado. También es posible que el edificio del escenario tuviera tres puertas, dos en las alas laterales salientes o parascenias. También es posible que el edificio escénico tuviera tres puertas, con dos en las alas laterales salientes o parascenias. Los mechané o geranos se utilizaban para la introducción de seres divinos o vuelos por el aire como en Medea o Las aves de Aristófanes.
Un punto de controversia ha sido la existencia o no del prothyron o pórtico con columnas sobre una skené que representa los espacios interiores de templos o palacios. Es una suposición apoyada en parte por los textos, pero también por la pintura de vasos que se cree que son representaciones de obras de teatro. Esquilo Las coéforas 966 y Aristófanes Las avispas 800-4 se refieren directamente a un prothyron, mientras que el canto del párodos en Eurípides' Ion hace referencia indirecta a uno. El duelo de  Níobe en el lutróforo de Nápoles  y la crátera de volutas de Boston, por ejemplo, ambos representan un prothyron. Pickard-Cambridge se pregunta si se trataba de una estructura permanente, ya que las escenas en interiores eran poco frecuentes en la tragedia. La evidencia de las obras de teatro para el uso de un ekkyklema en este período es ambigua; pasajes como Los acarnienses 407 y ss., o Hipólito 170-1 sugieren pero no requieren el dispositivo. El argumento a favor de su uso depende en gran medida de la referencia al ekkyklema en lexicógrafos y escolásticos posteriores.

## Teatro licúrgueo

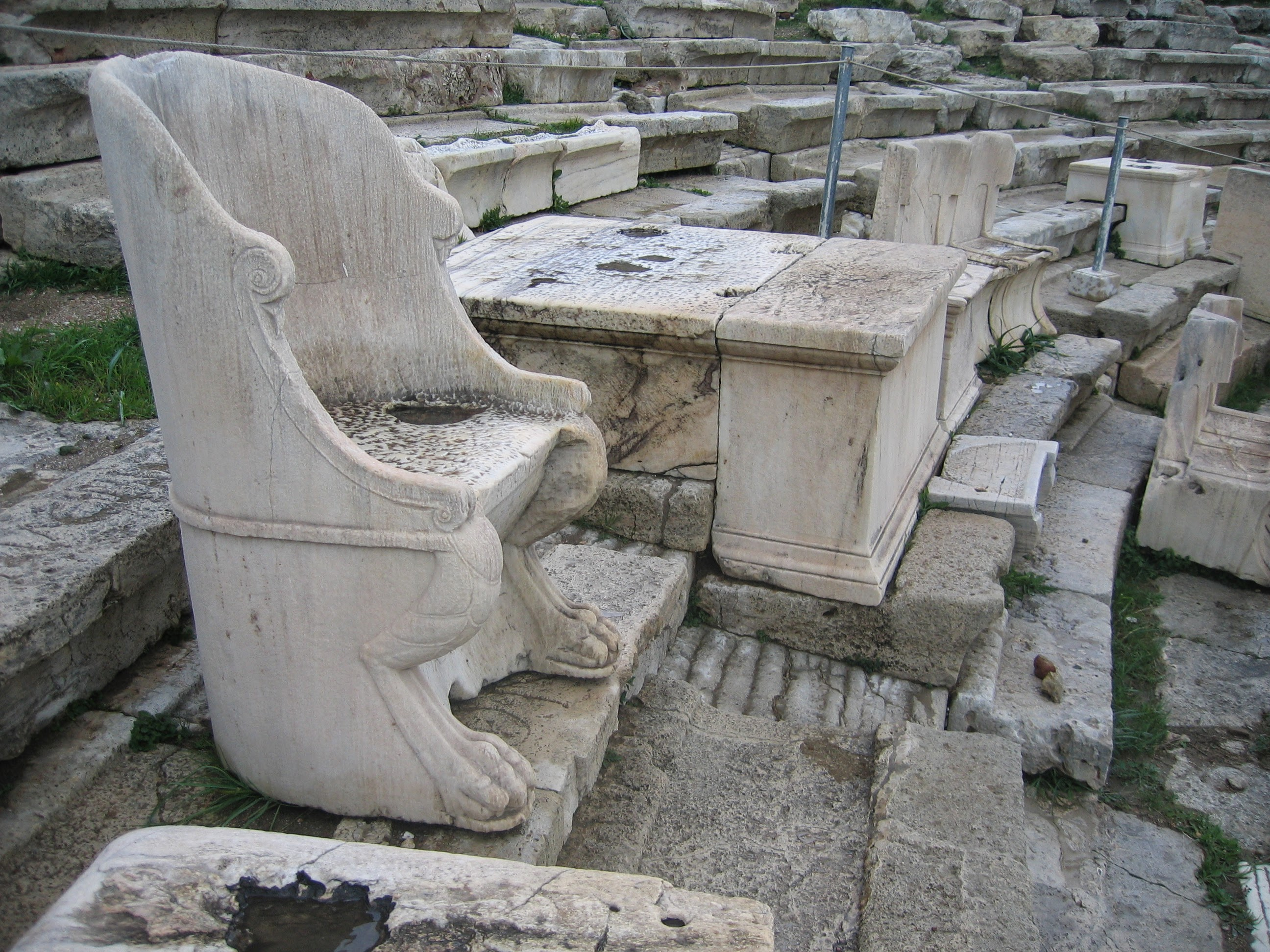
Proedría del teatro licúrgueo.

Licurgo fue una figura destacada de la política ateniense de mediados y finales del siglo IV a. C., antes de la guerra lamiaca , y responsable de las finanzas del Estado. En su papel de epístata del Teatro de Dioniso, también contribuyó a transformarlo en la estructura de piedra que se ve hoy en día. Cabe preguntarse hasta dónde llegaba el theatron de piedra de esta fase, si hasta la roca de la Acrópolis (el kataome) o solo hasta el peripatos. Dado que el monumento de Trasilo de 320/319 a. C. requería que la pared rocosa fuera recortada de tal manera, es probable que el epitheatron más allá del peripatos hubiera llegado a ese punto para entonces.
Una moneda de la época de Adriano  sugiere burdamente una división del teatro en dos secciones, pero solo un diazomata, o pasillo horizontal, y no dos si el epitheatron sobrepasaba el peripatos.
El auditorio estaba dividido por doce estrechas escaleras en trece bloques en forma de cuña, kerkides, dos escaleras adicionales discurrían por el interior de los dos muros de soporte meridionales. Cada escalón tiene una ligera pendiente, el borde delantero es casi 10 cm más bajo que el trasero. Los asientos tenían 33 cm de profundidad y 33 cm de altura con un reborde saliente hacia delante, con setenta y ocho filas en total. Las dos filas delanteras, que aún se conservan parcialmente, están formadas por sillas o tronos de piedra pentélica; eran los prohedria o asientos de honor. Las inscripciones son todas posteriores al siglo IV a. C., aunque con signos de borrado, y de los periodos helenístico o romano. El trono central, datado provisionalmente en el siglo I a. C., pertenecía al sacerdote de Dioniso.  Hacia la orchestra hay una barrera de la época romana, luego un canal de drenaje contemporáneo del teatro licúrgueo.

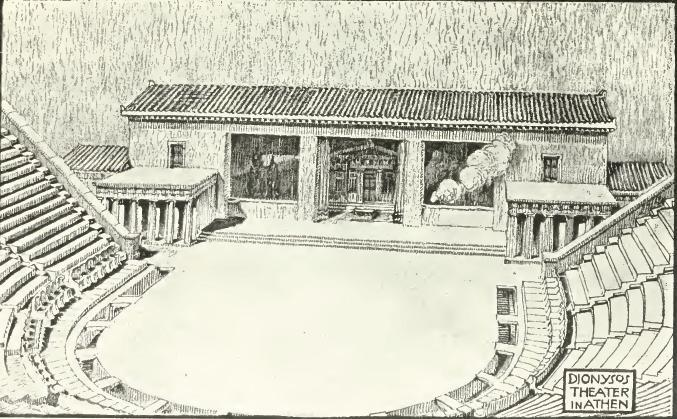
Reconstrucción del teatro de Licurgo por Fiechter. Vista desde el norte.

La skené de esta fase se construyó espalda con espalda con la anterior sala larga o estoa, cuyos cimientos de brecha se conservan. Es evidente que el nuevo edificio skené consistía en una larga cámara desde la que se proyectaban hacia el norte dos parascenia rectangulares. La existencia de un proscenio distinto en el teatro de Licurgo es objeto de controversia, a pesar de los testimonios literarios de la época no hay acuerdo firme sobre dónde o qué forma tenía. Esta época es la de la comedia nueva de Menandro y la tragedia tardía de la que a veces se supone que el coro desapareció de las producciones. Además, se hipotetiza que la disminución del uso de la orquesta implicaría, o permitiría, un escenario elevado donde se desarrollaría toda la acción.

## Teatro helenístico

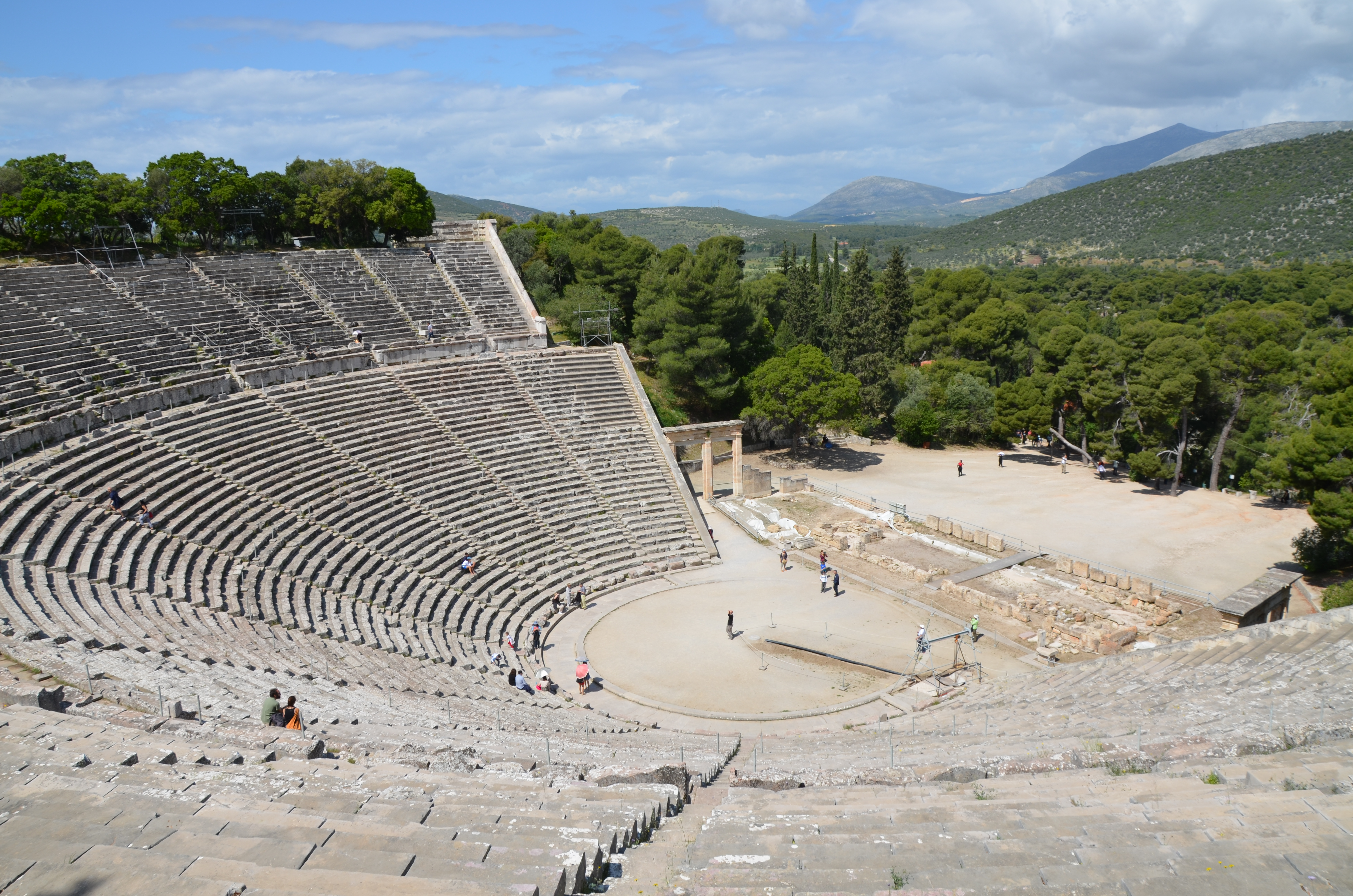
El teatro antiguo en Epidauro, vista desde el este, mirando hacia el oeste.

Entre las innovaciones del periodo helenístico se encuentra la creación de un proscenio permanente de piedra y la adición de dos parascenia flanqueantes delante. La fecha de esta construcción no es segura, pero pertenece a algún momento entre los siglos III y I a. C. El proscenio tenía catorce columnas delante. Inmediatamente por encima estaba el logeion, un techo del proskenion, que tal vez funcionaba como un escenario alto. En este segundo piso y retranqueado con respecto al "logeion", se supone que se encontraba el "episkenion", cuya fachada estaba perforada con varios "thyromata" o aberturas donde se exponían los "pinakes" o decorados pintados. La fecha de este cambio depende de la cuestión de la fecha en que la acción dramática se trasladó de la orquesta al escenario elevado, y de la analogía con otros teatros griegos de la época y la dirección de la influencia entre Atenas y las demás ciudades. Wilamowitz argumenta  que la competición ditirámbica terminó con la coregía en 315, sin embargo, Pickard-Cambridge señala que la última victoria registrada data del año 100 d. C. Claramente, el coro estaba en declive durante este período, por lo que habría sido el uso de la orquesta. Los teatros de Epidauro, Oropo y Sición todos tienen rampas hasta el legueíon (proscenio), sus fechas van desde finales del siglo IV hasta c. 250 a. C. Sigue siendo una cuestión abierta si la existencia de un legueíon en estos teatros implica un cambio en la forma dramática en Atenas.
Otra característica del escenario helenístico que podría haberse utilizado en Atenas eran los periactos', descritos por Vitruvio y Pólux,que eran dispositivos giratorios para cambiar rápidamente de escenario. Vitruvio coloca tres puertas en el scaenae frons con un periactos en los extremos que podían utilizarse para indicar que el actor que se acercaba por la izquierda o la derecha del escenario se encontraba en un lugar determinado del contexto dramático.

## Período romano hasta la actualidad

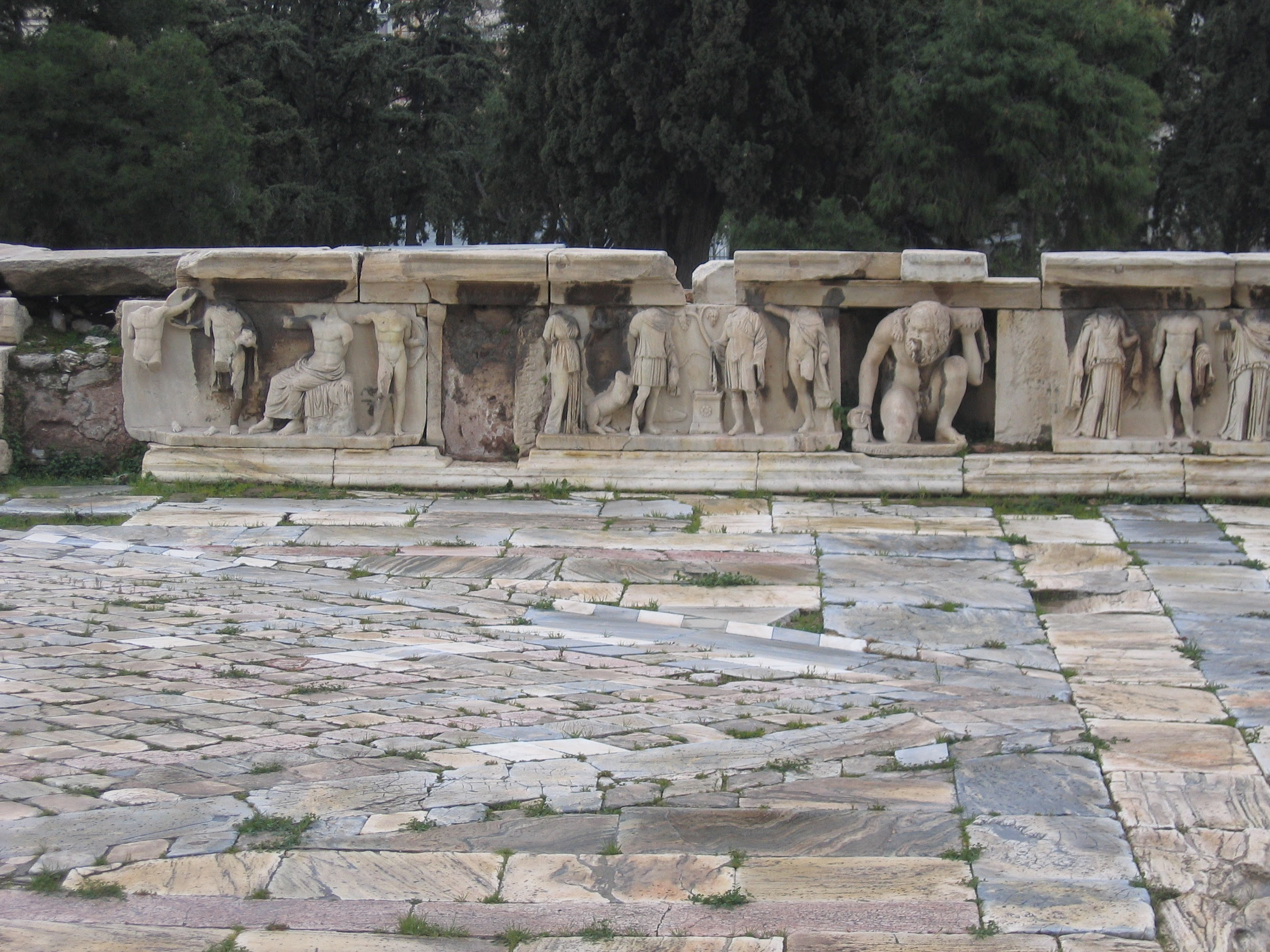
Bema de Fedro, de la última fase de la reconstrucción romana.

Con la conquista de Grecia por Sula y la parcial destrucción de Atenas en el 86 a. C. El Teatro de Dioniso entró en un largo declive. Al rey Ariobarzanes II de Capadocia se le atribuye la reconstrucción del Odeón y la presencia de una inscripción honorífica a su nombre hallada incrustada en un muro tardío de la skené sugiere que pudo haber tenido algo que ver en la reconstrucción del teatro. Parece que hubo una remodelación general durante la época de Nerón, cuyo nombre fue borrado del entablamento de un edículo de la scaenae frons en la antigüedad.. Los cimientos de la skené se apuntalaron con bloques de piedra caliza en este período, la orchestra se redujo de tamaño y se volvió a revestir de mármol con un diseño de rombos en el centro. En el año 61 d. C. se erigió una barrera de mármol  o más tarde, que cerraba la orchestra hasta los parodoi. El objetivo podría haber sido proteger al público durante los combates de gladiadores. La última fase de la restauración tuvo lugar en la época de Adriano o Antonino Pío con la construcción del Bema de Fedro, un añadido al escenario del púlpito alto neroniano.
A finales del Siglo V d. C. el teatro fue abandonado: Su orquesta se convirtió en un patio cerrado para una basílica cristiana (aithrion) que se construyó en el parados oriental, mientras que su cávea sirvió de cantera de piedra. La basílica fue destruida posteriormente y a mediados del siglo XI las Muralla de Rizokastro atravesaban el bema y los muros del párodo. El examen arqueológico del lugar comenzó en serio en el SXIX con la excavación de Rousopoulos en 1861. Las campañas arqueológicas posteriores más importantes fueron las de Dörpfeld-Reisch,  Broneer y Travlos.

## Público
Las evidencias apuntan a la enorme popularidad del teatro en la sociedad griega antigua. Desde la competencia por el escaso aforo, el creciente número de festivales y representaciones hasta los amantes del teatro que recorrían las Dionisias rurales. De los fragmentos de las reacciones del público que han llegado hasta nosotros también se desprende que el público participaba activamente en la representación dramática y que existía una comunicación recíproca entre intérpretes y espectadores. Es posible, por ejemplo, que a finales del siglo V a. C. se promulgaran leyes para restringir la franqueza cómica, tal era la ofensa que provocaban algunas de las opiniones expresadas en el escenario. Una anécdota que ilustra la naturaleza tensa de esta reacción altamente partidista del público es la que recoge Plutarco, quien escribe que en el año 468 a. C., cuando Sófocles competía contra Esquilo, hubo tanto clamor que Cimón tuvo que llevar a sus generales al teatro para sustituir a los jueces y asegurar la victoria de Sófocles. Aunque el drama antiguo sin duda despertaba pasiones en los espectadores contemporáneos, queda la cuestión de hasta qué punto valoraban o apreciaban la obra que tenían ante ellos. Arístóteles  comenta: «[p]or lo tanto no hay necesidad de adherirse a toda costa a la historias tradicionales, en torno a las cuales se construyen tragedias. Pues intentar hacerlo sería ridículo, ya que incluso los materiales conocidos solo lo son por unos pocos, pero sin embargo deleitan a todos». Esto plantea la cuestión de hasta qué punto era uniforme la respuesta al drama griego, y si la comprensión comunicativa y la competencia del público pueden darse por sentadas.
Aunque las obras de la época están dirigidas a la clase ciudadana masculina adulta de la ciudad, es evidente que también asistían metecos y esclavos; el coste de las entradas era sufragado por el teoricón. La historia del theorikon no está clara, es posible que Pericles lo instituyera, pero lo cierto es que ya estaba establecido en la época de Demóstenes. Mucho más controvertido es saber si las mujeres también estaban presentes. Todos los argumentos al respecto son ex silentio ya que no hay pruebas directas de que las mujeres asistieran al Teatro de Dioniso. Jeffrey Henderson sostiene que, puesto que las mujeres participaban en otros ritos y festivales, sin duda podrían haber asistido al teatro.  Por el contrario, Simon Goldhill sostiene que las Dionisias urbanas era un acontecimiento sociopolítico similar a los tribunales o la asamblea del que estaban excluidas las mujeres. No se ha propuesto ninguna respuesta definitiva al problema.

## Acústica
Debido a su mal estado de conservación, no es posible reconstruir la acústica del Teatro de Dioniso. Sin embargo, por analogía con otros teatros griegos similares, es posible hacerse una idea de la calidad del sonido del teatro antiguo. Los teatros antiguos son famosos desde hace mucho tiempo por su excelente acústica, pero solo recientemente se ha llevado a cabo un análisis científico al respecto. El proyecto ERATO en 2003-2006, Gade y Angelakis en 2006,y Psarras et al. en 2013 utilizaron fuentes-receptores omnidireccionales para realizar mapas medidos de intensidad, reverberación y claridad. Hak et al 2016, utilizaron un gran número de fuentes-receptores para realizar una representación aún más detallada. Sus conclusiones fueron que la claridad del discurso era mejor en el Odeón de Herodes Ático y que hay un mayor grado de reverberación en Epidauro debido a la reflexión de los asientos opuestos.